# Пасо-де-лос-Торос
Пасо-де-лос-Торос (ісп. Paso de los Toros, перевал биків) — місто департаменту Такуарембо в Уругваї.

## Місцезнаходження
Місто розташоване на північному березі Ріо-Негро і на шосе 5, приблизно в 140 кілометрах (87 миль) на південь-південний захід від Такуарембо, столиці департаменту, і приблизно 66 кілометрах (41 миля) на північ від Дуразно, столиці департаменту Дуразно.

## Історія
Мідлендська уругвайська залізниця почала працювати в 1889 році з лінії, яка пролягала між Пасо-де-лос-Торос і Сальто. 17 липня 1903 року група будинків у районі, відомому як Пасо-де-лос-Торос, була оголошена «Пуебло» (село) під назвою «Санта-Ізабель» і очолила однойменну судову секцію. 27 листопада 1929 року місто було перейменовано на «Пасо-де-лос-Торос», а його статус було підвищено до «Вілла» (місто) відповідно до Закону Лея № 8.523. 1 липня 1953 року його статус було додатково підвищено до «Сьюдад» (місто) згідно з Законом Лея № 11.952.

## Населення
У 2011 році населення Пасо-де-лос-Торос становило 12 985 осіб, що робить його другим за величиною містом у департаменті після столиці Такуарембо.
| рік      | Населення |
| -------- | --------- |
| 1908 рік | 4,963     |
| 1963 рік | 11,359    |
| 1975 рік | 13 032    |
| 1985 рік | 13 026    |
| 1996 рік | 13,315    |
| 2004 рік | 13,231    |
| 2011 рік | 12 985    |

Джерело: Instituto Nacional de Estadística de Uruguay

## Культові заклади
- Церква Санта-Ізабель (римо-католицький)
- Iglesia de Jesucristo de los Santos de los Últimos Días

## Безалкогольний напій
В Уругваї Pepsi виробляє безалкогольний напій Paso de los Toros, названий на честь міста.

## Відомі місцеві жителі
- Фабіан О'Ніл: футболіст
- Маріо Бенедетті: письменник
- Нельсон Акоста: футбольний менеджер
- Віктор Пуа: футбольний менеджер
- Вальдемар Ріал: баскетболіст